# 清邁足球會
清邁足球會（Chiang Mai Football Club；Thai สโมสรฟุตบอลจังหวัดเชียงใหม่）是一支位於泰国清邁的職業足球會，目前於泰甲 3角逐。

## 外部連結
- Official Website
- Official Fanclub Facebook